# Chorthippus dubius
Chorthippus dubius är en insektsart som först beskrevs av Zubovski 1898.  Chorthippus dubius ingår i släktet Chorthippus och familjen gräshoppor. Inga underarter finns listade i Catalogue of Life.